# Tommy Wirkola
Pour les articles homonymes, voir Wirkola.
Tommy Wirkola est un réalisateur, scénariste et producteur de cinéma norvégien, né le 6 décembre 1979 à Alta dans le comté de Finnmark.

## Biographie
Tommy Wirkola se fait connaitre en sortant le film Kill Buljo : Ze Film (2007), qui parodie Kill Bill de Quentin Tarantino.
En 2009, il réalise le film de zombies Dead Snow (Død snø) qui obtient le prix du public au Toronto After Dark Film Festival.
Il travaille ensuite aux États-Unis pour le film Hansel et Gretel : Witch Hunters, où il revisite l'histoire de Hansel et Gretel en film d'action plein d'humour.
En 2017, il réalise le film Seven Sisters avec Noomi Rapace, Glenn Close et Willem Dafoe.

## Filmographie

### En tant que réalisateur
- 2006 : Remake (court-métrage)
- 2007 : Kill Buljo : Ze Film (Kill Buljo: The Movie)
- 2009 : Dead Snow (Død Snø)
- 2010 : Kurt Josef Wagle og legenden om fjordheksa
- 2013 : Hansel et Gretel : Witch Hunters (Hansel & Gretel: Witch Hunters)
- 2014 : Dead Snow 2 (Død Snø 2)
- 2017 : Seven Sisters (What Happened to Monday)
- 2021 : The Trip (I Onde Dager)
- 2022 : Violent Night
- 2023 : Spermageddon (coréalisé avec Rasmus A. Sivertsen)
- Prévu pour 2026 : Shiver (en)[1]
- 2026 : Violent Night 2[2]

### En tant que scénariste
- 2007 : Kill Buljo : Ze Film (Kill Buljo: The Movie)
- 2009 : Dead Snow
- 2010 : Kurt Josef Wagle og legenden om fjordheksa
- 2012 : Hellfjord (série TV)
- 2013 : Hansel et Gretel : Witch Hunters (Hansel & Gretel: Witch Hunters)
- 2013 : Kill Buljo 2 de Vegar Hoel
- 2023 : Spermageddon

### En tant que producteur délégué
- 2007 : Kill Buljo : Ze Film (Kill Buljo: The Movie)
- 2011 : Hjelp, vi er russ de Kenneth Olaf Hjellum
- 2011 : Hjelp, vi er i filmbransjen! de Nini Bull Robsahm et Patrik Syversen
- 2012 : Tina & Bettina - The Movie de Simen Alsvik
- 2013 : Kill Buljo 2 de Vegar Hoel